# 北沢義博
北沢 義博（きたさわ よしひろ、1952年 - 2013年）は、日本の弁護士。「北澤 義博」とも表記される。
長野県出身。1976年に京都大学法学部を卒業後、1978年に司法試験に合格した。1986年ニューヨーク大学スクール・オブ・ロー比較法専攻修了。
中央学院大学法学部兼任講師や、平成国際大学法学部兼任講師を経て、2004年大宮法科大学院大学教授に就任し、2007年には同大学の副学長となる。2013年大宮法科大学院大学副学長在任中に死去した。
この他、情報公開・個人情報保護審査会委員、法律事務所フロンティア・ロー初代所長を歴任した。

## 著書
- 『株主代表訴訟 : 理論と実戦』相澤光江と共編　清文社 1994
- 『情報公開法解説』三宅弘と共著　三省堂 1999初版/2003第2版
- 『株主代表訴訟と企業統治』相澤光江と共編　清文社 2002
- 『実践コンプライアンス・ファイル』河野玄逸, 北秀昭と共編　商事法務 2003